# Ранчо ла Сабана (Чоис)
Ранчо ла Сабана (шп. Rancho la Sabana) насеље је у Мексику у савезној држави Синалоа у општини Чоис. Насеље се налази на надморској висини од 220 м.

## Становништво
Према подацима из 2005. године у насељу је живело 10 становника.

### Хронологија
| Година       | 2000 | 2005 |
| ------------ | ---- | ---- |
| Становништво | 10   | 10   |

### Попис
| # | Индикатор                        | Вредност |
| - | -------------------------------- | -------- |
| 1 | Укупно појединачних домаћинстава | 1        |